# Hans-Karl von Scheele
Pour les articles homonymes, voir Scheele.
Hans-Karl von Scheele (23 mai 1892 à Magdebourg – 8 octobre 1955 à Bad Homburg) est un General der Infanterie de la Heer dans la Wehrmacht durant la Seconde Guerre mondiale.
Il a été récipiendaire de la croix de chevalier de la croix de fer avec feuilles de chêne. La croix de chevalier de la croix de fer et son grade supérieur, les feuilles de chêne, sont attribués pour récompenser un acte d'une extrême bravoure sur le champ de bataille ou un commandement militaire avec succès.

## Biographie
Hans-Karl Scheele étudie au lycée de Goslar et s'engage dans l'infanterie de l'armée en tant que porte-drapeau à la mi-mars 1911. Il devient lieutenant du 3e régiment de grenadiers de la Garde en 1912 et participe à la Première Guerre mondiale. Pour son action, il reçoit les deux classes de la croix de fer, la croix de chevalier de l'Ordre de Hohenzollern avec épées et la croix de chevalier de 2e classe de l'Ordre du Lion de Zaeringen avec épées ainsi que l'insigne des blessés en noir.
Après la guerre, il est engagé dans la Reichswehr et sert dans différentes unités, entre autres comme capitaine en 1928 dans le 7e régiment (prussien) d'infanterie et en 1931 dans le 15e régiment d'infanterie. 

## Décorations
- Croix de fer (1914)
  - 2e classe (15 septembre 1914)
  - 1re classe (15 décembre 1914)
- Insigne des blessés (1914)
  - en noir
- Croix de chevalier de l'ordre de Hohenzollern avec glaives
- Croix d'honneur
- Médaille de l'Anschluss
- Agrafe de la croix de fer (1939)
  - 2e classe (23 septembre 1939)
  - 1re classe (16 mai 1940)
- Médaille du Front de l'Est
- Croix de chevalier de la croix de fer avec feuilles de chêne
  - Croix de chevalier le 4 juillet 1940 en tant que Oberst et commandant du Infanterie-Regiment 191[5]
  - 217e feuilles de chêne le 2 avril 1943 en tant que Generalleutnant et commandant du corps Scheele[6]